# Frances Lasker Brody
Frances Lasker Brody (27 de mayo de 1916 - 12 de noviembre de 2009) fue una defensora, coleccionista y filántropa estadounidense de origen judío de las artes que influyó en el desarrollo de la vida cultural de Los Ángeles como benefactora fundadora del Museo de Arte del Condado de Los Ángeles y más tarde como mecenas de la Biblioteca Huntington., Colecciones de Arte y Jardines.
Brody, quien murió el 12 de noviembre de 2009 a los 93 años, era la esposa de Sidney F. Brody, un desarrollador de bienes raíces que murió en 1983, y la hijastra de Mary Lasker, una filántropa y defensora de la investigación médica que murió en 1994. Los Brody vivían en una casa modernista en el barrio de Holmby Hills de Los Ángeles, diseñada por el arquitecto A. Quincy Jones y el decorador William Haines para mostrar la colección de la pareja.

## Primeros años
Nació el 27 de mayo de 1916 en Chicago, hija de Flora y Albert Lasker, quienes construyeron la firma de publicidad de Lord & Thomas. Albert Lasker era conocido en el mundo de la publicidad por campañas que popularizaron los tejidos Kleenex, los cigarrillos Lucky Strike y el jugo de naranja Sunkist. Estudió ciencias políticas, inglés e historia en el Vassar College, donde se graduó en 1937.
Después de la universidad, trabajó brevemente como modelo y vendedora en una tienda de ropa cerca de Chicago. Durante la Segunda Guerra Mundial, mientras servía en un cuerpo de ambulancias voluntarias, conoció a Sidney Brody, un teniente coronel condecorado del Ejército de los Estados Unidos que realizó misiones en Europa. Se casaron en 1942.
Después de la guerra, la pareja se mudó a Los Ángeles, donde construyó una fortuna como desarrolladora de centros comerciales. Él murió en 1983.

## Colección de arte y subasta
A sugerencia del padre de Brody y su madrastra, la filántropa médica Mary Lasker, ella y Sidney comenzaron a coleccionar arte. A través de su trabajo con el Consejo de Arte de la UCLA, fundado a principios de la década de 1950, se enamoró de una escultura de Henry Moore. "Sid lo puso debajo del árbol de Navidad. Y bueno, para entonces supongo que estábamos enganchados", dijo a The Los Angeles Times en 1969.
Con su difunto esposo, Sidney, ella jugó un papel importante en el lanzamiento de LACMA, que se inauguró en 1965, y durante muchos años fue una fuerza en el Consejo de Arte de la UCLA, que ayudó a fundar y sirvió como presidenta. Bajo su liderazgo, el consejo organizó una importante exposición sobre las obras de Pablo Picasso para su 80 cumpleaños en 1961. Ella fue la catalizadora de una importante retrospectiva de Matisse en UCLA en 1966 que, con sus préstamos sin precedentes de la familia Matisse, fue lo que el crítico de Los Angeles Times Henry J. Seldis llamó "una de las exposiciones más ambiciosas jamás organizadas localmente".
Fue miembro de la junta de supervisores de Huntington durante 20 años, desempeñando un papel crucial en el desarrollo de su jardín chino.
Sotheby's y Christie's compitieron durante cuatro meses por la subasta con un valor estimado original de $150 millones. La colección Brody fue un gran éxito, totalizando $224.17 millones. Como Brody era una apasionada de los jardines, algunas de las ganancias de la venta iban a la Biblioteca Huntington. 
Una pintura de Picasso, Nu au Plateau de Sculpteur (Desnudo, hojas verdes y busto), fue la joya de la colección y se estima que generará más de $80 millones. La pintura vendida por una oferta de $95 millones, con el cargo de venta, elevó el precio total a $106.48 millones. Pintado en ricos azules, rosas y verdes, representa a la amante del artista Marie-Thérèse Walter dormida desnuda; encima de ella, un busto de su cabeza descansa sobre un pedestal. La pareja compró la pintura a Paul Rosenberg, un comerciante de Nueva York, que la adquirió de Picasso en 1936. Picasso pintó varios lienzos de Marie-Thérèse Walter ese año, incluido Le Rêve, (El Sueño), que pertenece al propietario de casinos Stephen A. Wynn.
Se esperaba que un busto de Alberto Giacometti, Grande tête mince (1954), se vendiera por $25 millones a $35 millones. Su bronce La main (1948) se vendió por $25 millones. La figura de bronce de un gato de Giacometti, emitida en 1955, se vendió por $20.8 millones.
La Treille de Georges Braque estableció un récord mundial para el pintor en $10.16 millones. Piccolo cavaliere, un bronce de un jinete de Marino Marini, siguió con $2.32 millones, también más que la estimación más alta. Femme au chat assise dans un fauteuil de Picasso, pintada en 1964, se vendió por $ 18 millones.

## Casa
En 1949 la pareja encargó una casa modernista en Holmby Hills por el arquitecto A. Quincy Jones y el diseñador de interiores William Haines. La casa combinó dos estilos contemporáneos de moda: la arquitectura modernista de mediados de siglo de California y la sofisticada decoración de Hollywood Moderno. La casa se convirtió en un lugar de encuentro para una muestra representativa de la élite de la ciudad, desde antiguas familias de Los Ángeles como los Chandler hasta los íconos de Hollywood Gary Cooper y Joan Crawford, y también sirvió como escaparate para una impresionante colección de arte.
Poco después de que se completara la casa, los Brodys le encargaron a Henri Matisse en 1952 que ejecutara un enorme mural de azulejos de cerámica, uno de los pocos que el artista haya hecho, para su patio. En 1953 viajaron a Francia para revisar su maqueta preliminar. La historia de la resistencia cortés de Frances al primer diseño recortado de Matisse y cómo ella persuadió al artista para proporcionar alternativas ahora es una leyenda. Matisse finalmente creó un mural de azulejos de cerámica de 12 por 11 pies para el patio. Más tarde fue donado al Museo de Arte del Condado de Los Ángeles.
La Casa Brody se puso a la venta en mayo de 2010 por $24.95 millones, la misma semana que la colección de arte de Brody llegó al bloque de subastas en Christie's en Nueva York. Los 11 500 pies cuadrados (1068,4 m²) casa en 360 South Mapleton Drive, al lado de la Mansión Playboy, se encuentra en 2,3 acres (9307,8 m²) e incluye una cancha de tenis y una piscina con una casa de huéspedes. Fue diseñada con una decoración modernista que incluye una escalera flotante y ventanas de vidrio de piso a techo que crean un espacio de vida interior y exterior considerado de vanguardia en ese momento. 
La Casa Brody se vendió por $14.8 millones a fines de diciembre de 2010. El inversionista/propietario pasó tres años trabajando con Los Angeles Conservancy para restaurar la casa. En 2014, Ellen DeGeneres compró la casa por $39.888 millones en un acuerdo fuera del mercado.